# Rod Argent

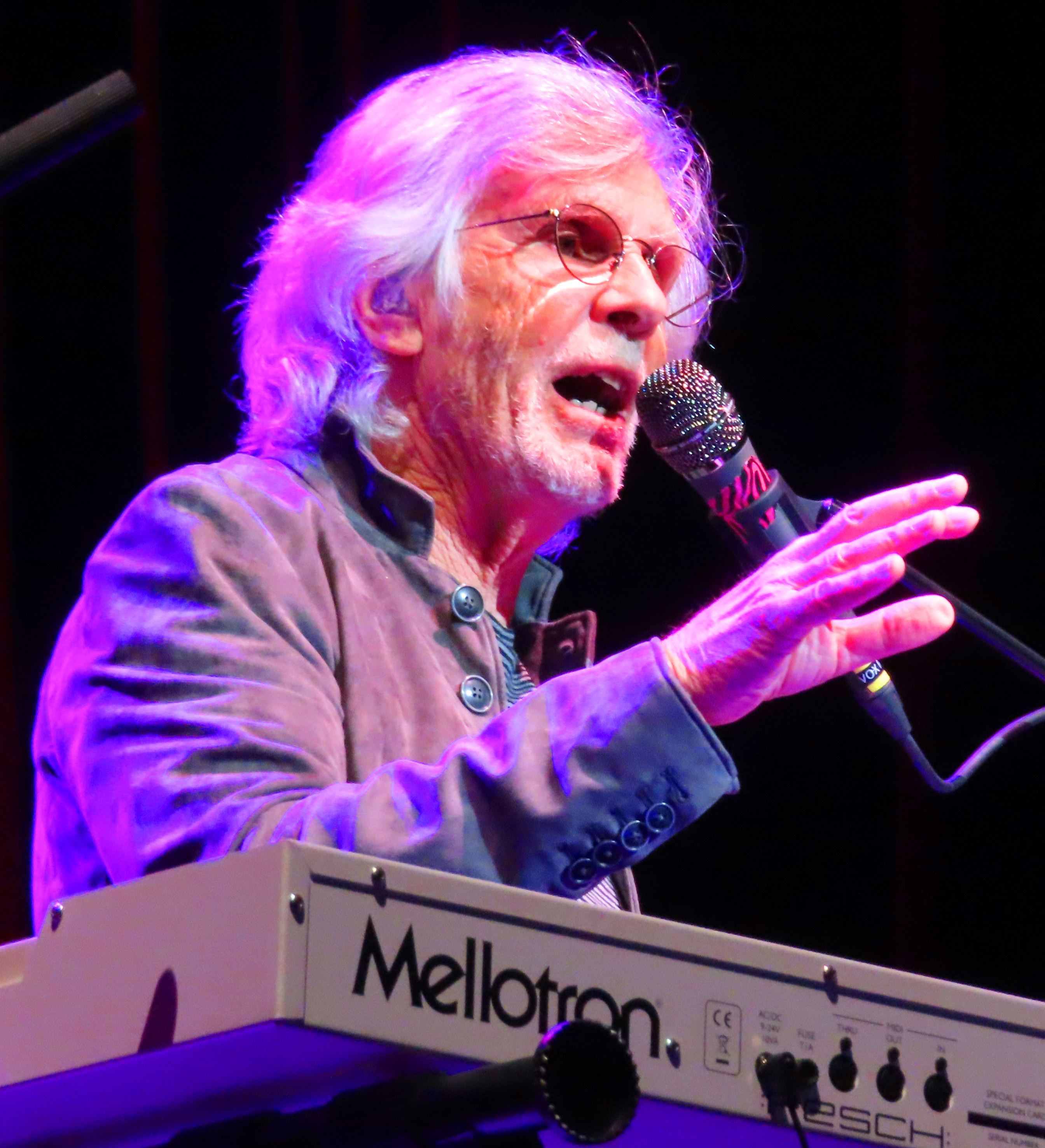
Rod Argent, 2019

Rodney Terence „Rod“ Argent (* 14. Juni 1945 in St Albans) ist ein britischer Musiker (Keyboards). Er war Gründungsmitglied der Musikgruppen The Zombies und Argent.

## Leben
Rod Argent wuchs in St Albans, Hertfordshire  auf. Als Kind sang er als Chorknabe im St. Albans Cathedral Chor. Während seiner Schulzeit traf er Paul Atkinson und Hugh Grundy, zusammen mit Colin Blunstone und Chris White begründeten sie  1961 die Musikgruppe The Zombies. Im Jahr 1967 löste sich die Gruppe auf und Rod Argent gründete zusammen mit Russ Ballard, Waltham Cross, Jim Rodford und Robert Henrit die Band Argent.

## Diskografie

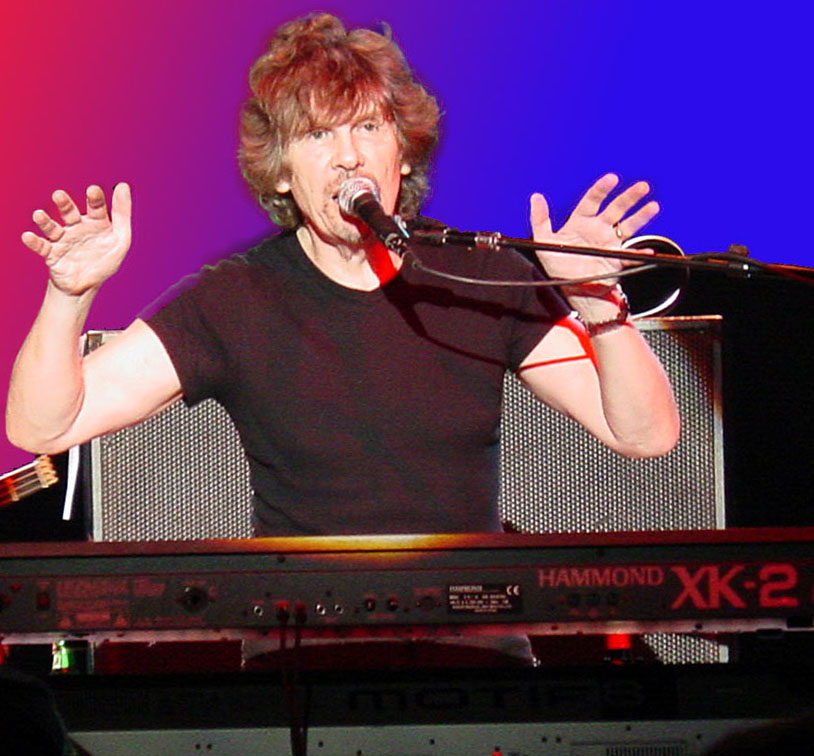
Rod Argent, 2005

Für Veröffentlichungen mit The Zombies siehe hier.

Für Veröffentlichungen mit Argent siehe hier. 

### Soloalben
- Moving Home (1978)
- Ghosts (1981) (mit Barbara Thompson)
- Metro (1983) (mit John Dankworth)
- Second Sight (1984) (mit Robert Howes)
- Wild Connections (1987) (mit Phil Collins und Gary Moore)
- Red House (1988)
- Classically Speaking (1998)